# 2010 (Mika Vandborg-album)
2010 er titlen på det andet studiealbum fra den danske rockguitarist, Mika Vandborg. Albummet udkom 18. oktober 2010 hos Target Records.
Albummet indeholder et væld af bidrag fra en lang række - primært danske - kunstenere, såsom Mads Langer, Dicte, Allan Vegenfeldt, Henrik Hall og Laust Sonne, og havde desuden Vandborgs kommende Electric Guitars-makker, Søren Andersen, som med-producer.

## Spor
1. "The Smell the Taste the Sweet" (m. Allan Vegenfeldt) - (04:19)
2. "Back Again" - (05:37)
3. "Sleeping With the Eneny" (m. Mads Langer & Justin Hawkins) - (04:51)
4. "Out of the Loop" (m. Nikolaj Christensen) - (05:16)
5. "Look Me in the Eyes" (m. Dicte) - (03:41)
6. "There's a Last Time for Everything" (m. Mark Linn) - (03:34)
7. "Supersonic Ride" (m. Gypsies & Future Garage Sales Item) - (03:39)
8. "All I Want Is You" (m. Vincent Van Go Go) - (06:31)
9. "Spiders and Mirrors" (m. Henrik Hall & Usmifka) - (05:50)
10. "Diamond Lane" (m. Morten Woods) - (04:08)
11. "Barbwire & Flickknives" (m. Frank Ziyanak) - (01:28)
12. "What's the Fuzz" (m. Per Møller) - (04:57)